# Pauline Hancock
Pauline Bailey Hancock (1903 – 19 de octubre de 1962) fue la fundadora de la Iglesia de Cristo (Hancock) en Independence, Misuri en 1946, y la primera mujer en fundar y dirigir una denominación en el Movimiento de los Santos de los Últimos Días. Había sido miembro de la Iglesia Reorganizada de Jesucristo de los Santos de los Últimos Días (hoy Comunidad de Cristo) Hancock fue excomulgada de la Iglesia de Cristo, Terreno del Templo en 1946, debido a diferencias entre su vista de Dios y la suya. Más tarde reivindica una visión de Jesucristo, quien reclama le había dicho "ve y enseña," dirigiéndola para fundar su iglesia propia en 1946.  Dirigió esa iglesia hasta su muerte en 1962.

## Primeros años y patrimonio mormonismo
Pauline fue miembro de la Iglesia Reorganizada de Jesucristo de los Santos de los Últimos Días (hoy Comunidad de Cristo) cuyo padre había sido ministro de aquella denominación en Salt Lake City, Utah.  Durante la controversia del Control Direccional Supremo de los 1920s, ella se opuso al intento del presidente Frederick M. Smith de tomar "control de la dirección suprema" sobre la iglesia RLDS; Más tarde trasladó su pertenencia a la Iglesia de Cristo (Parcela de Templo).  En 1935, siguiendo la excomunión de su amigo Apóstol Samuel Wood de la iglesia de la Parcela del Templo (quién fue expulsado por creer en una vista patripasianismo de Dios, una visión que Pauline creía), Hancock dimitió de aquella organización.

## Teniendo una visión
Más tarde, Pauline reclamó haber tenido una visión en qué Dios le dijo "ve y enseña a otros."  Su relación de esa visión es como sigue:
" Leía en nuestro salón, cuándo de repente vi una visión maravillosa. Parecía que estuve en Jerusalem y vi un hombre sentado en un taburete. A su alrededor y alrededor de él, los hombres se burlaban, inclinándose y burlándose de este individuo ... Continué mirando a este condenado a muerte y una corona de espinas le colocaron en su cabeza.... Supe que nada bueno había en mí excepto que Dios me había puesto allí.... Supe que debía tener a Jesús o morir.... Caí en mis rodillas y rogando a Dios a través de Jesús y Su sangre, para ser perdonado de mis pecados.... Cuándo mi oración finalizó, Dios me bautizó con Su espíritu propio y mi alma pasó un fuego con amor hacia Dios y La humanidad - resultando en una criatura nueva ....
Dios me habló entonces y dijo: 'Ahora ve y enseña a todas las personas lo qué te he mostrado - ' Yo le respondí que no podía hacer eso y él dijo: "Yo estaré contigo." Le dije: 'Soy una mujer y no me van a recibir.' El dijo, 'yo no era una mujer y no me recibieron -. Ve y enseña y estaré contigo'
Bendecido por el nombre de Dios. Sí, Él llama a las mujeres. El me llamo".

## Fundando una iglesia
Posteriormente fundó su organización propia para propagar sus enseñanzas y visiones, el cual incluía que Jesus fue crucificado que la llevó a creer que ella se había convertido en "una nueva criatura". Su organización rehusó la Doctrina y Convenios de su iglesia matriz, así como la Perla de Gran Precio utilizado por el La Iglesia de Jesucristo de los Santos de los Últimos Días, reteniendo solo la Biblia del Rey James y el Libro de Mormon.  Adoptó una visión patripasianismo sobre Dios, insistiendo que Padre, Hijo y Espíritu Santo eran meramente manifestaciones del mismo, un Dios. La organización compró una propiedad en Independence y construyó un santuario sumergido, que llegó a ser conocido localmente como la "iglesia del sótano", porque la mayor parte estaba bajo tierra.
Ejercitó las funciones normalmente reservadas solo a hombres durante este tiempo, como dar bautismos y administrar otros sacramentos, así como predicar.  No reclamó ningún título formal, pero siguió siendo la líder indiscutible de su iglesia desde su fundación hasta el momento de su muerte.

## Muerte y consecuencias
Murió en 1962, todavía aceptando el Libro de Mormón como obra válida de escrituras.  Aun así, siguiendo a sus miembros difuntos de su iglesia, incluyendo a Jerald y Sandra Tanner, empezó a cuestionar la autenticidad del Libro de Mormon, lo que llevó a la iglesia de Hancock a rechazarla en 1973.  Su iglesia continuó funcionando un tiempo estrictamente como denominación protestante, pero más tarde se disolvió en 1984, después de qué sus miembros mayoritariamente se unieron con varias iglesias protestantes. La propia "iglesia de sótano" fue utilizada por una iglesia protestante por un tiempo, y más tarde vendida a una Rama de Restauración local, la cual construyó un santuario de sobre la estructura vieja.